# Keep Your Hands Off My Baby
«Keep Your Hands Off My Baby» es una canción escrita por Gerry Goffin y Carole King. Ha sido grabada por muchos artistas, sobre todo Little Eva, que alcanzaría el puesto número 12 con la canción en las listas de Billboard en 1962. Entre los artistas que han versionado la canción destacan The Beatles, Kirsty MacColl, Helen Shapiro, Lindisfarne, Skeeter Davis, The Trashmen y Wayne Fontana.
The Beatles grabó la canción para la Radio BBC en el show Saturday Club el 22 de enero de 1963, el cual fue transmitido por primera vez cuatro días después. También se realizó en el mes siguiente en su primera gira británica. Más tarde fue lanzada en su álbum, "Live at the BBC" en 1994.